# 梅利亞 (獨立省)
18°20′0″N 71°26′48″W / 18.33333°N 71.44667°W
梅利亞（西班牙語：Mella），是多明尼加共和國的城鎮，位於該國西南部，由獨立省負責管轄，面積508.81平方公里，2012年人口3,008，該城鎮人口密度每平方公里5.9人。